# Sajnsjand
Sajnsjand (mongoliska: Сайншанд) är huvudstad i ajmagen (provinsen) Dornogobi i Mongoliet. Staden ligger längs transmongoliska järnvägen i stäpplandskapet i östra Gobiöknen. Stadens folkmängd uppgick enligt folkräkningen 2000 till 25 210 invånare. Sajnsjands sum (subprovins) består av fem bag (kommuner).
Söder om staden finns det restaurerade buddhisttemplet Khamariin Khiid. Inne i Sajnsjand finns ett museum med utställningar kring Danzanravjaa, en 1800-talsmunk och författare. Han hade en framträdande roll inom nyingma, den äldsta skolan inom tibetansk buddhism.